# بلكوناريل
بلكوناريل هو دواء مقاوم للفيروسات تم تطويره بواسطة (شرينغ بلوغ) لمكافحة أعراض الربو وأمراض الجهاز التنفسي الاحتقانية ونزلات البرد للمرضى المصابين بفايروس كورونا. تم علاج الكثير من الحالات بهذا العلاج ولكن تم رفضه من قبل هيئة الغذاء والدواء الأمريكية لوجود أعراض جانبية خطيرة له مثل الصداع والوهن والجفاف وإفرازات مهبلية بالنسبة للنساء في غير أوقات فترة الطمث.